# خودروی سال اروپا
خودروی سال اروپا نام جایزه‌ای است که از سال ۱۹۶۴ هرساله برگزار می‌شود. برگزارکنندگان فعلی این مراسم از کشورهای ایتالیا، بریتانیا، اسپانیا، هلند، فرانسه، آلمان و سوئد هستند.
این مسابقه دارای کلاس‌بندی یا دسته‌بندی نیست. هیئت داوران که شامل خبرنگاران دنیای خودرو بوده و ملیت یکی از کشورهای اروپایی را دارند، به خودروها رأی می‌دهند که البته تعداد نمایندگان از یک کشور بستگی به بازار فروش و صنعت خودروسازی آن کشور دارد. به عنوان مثال، هیئت داوران سال ۲۰۱۲ شامل ۵۹ عضو بود که این اعضاء از ۲۳ کشور انتخاب شده بودند.
خودرو هایی میتوانند در این مراسم شرکت کنند که با تکنولوژی روز دنیا ساخته بشن و حداقل در ۵ کشور اروپایی عرضه شده باشند.

## نتایج
| خودروی سال اروپا |                       |        |                         |        |                        |        |
| سال              | برنده                 | امتیاز | جایگاه دوم              | امتیاز | جایگاه سوم             | امتیاز |
| ۱۹۶۴             | روور ۲۰۰۰             | ۷۶     | مرسدس ۶۰۰               | ۶۴     | هیلمن ال ام پی         | ۳۱     |
| ۱۹۶۵             | آستین ۱۸۰۰            | ۷۸     | آوتوبیانکی پریمولا      | ۵۱     | فورد موستانگ           | ۱۸     |
| ۱۹۶۶             | رنو ۱۶                | ۹۸     | رولزرویس سیلور شدو      | ۸۱     | اولدزموبیل تورنادو     | ۵۹     |
| ۱۹۶۷             | فیات ۱۲۴              | ۱۴۴    | ب‌ام‌و ۱۶۰۰               | ۶۹     | جنسن اف‌اف              | ۶۱     |
| ۱۹۶۸             | ان‌اس‌یو رو ۸۰          | ۱۹۷    | فیات ۱۲۵                | ۱۳۳    | سیمکا ۱۱۰۰             | ۹۴     |
| ۱۹۶۹             | پژو ۵۰۴               | ۱۱۹    | ب‌ام‌و ۲۵۰۰/۲۸۰۰          | ۷۷     | آلفا رومئو ۱۷۵۰        | ۷۶     |
| ۱۹۷۰             | فیات ۱۲۸              | ۲۳۵    | آتوبیانکی ای۱۱۲         | ۹۶     | رنو ۱۲                 | ۷۹     |
| ۱۹۷۱             | سیتروئن جی‌اس          | ۲۳۳    | فولکس‌واگن کا۷۰          | ۱۲۱    | سیتروئن اس ام          | ۱۰۵    |
| ۱۹۷۲             | فیات ۱۲۷              | ۲۳۹    | رنو ۱۵/۱۷               | ۱۰۷    | مرسدس ۳۵۰اس ال         | ۹۶     |
| ۱۹۷۳             | آئودی ۸۰              | ۱۱۴    | رنو ۵                   | ۱۰۹    | آلفا رومئو آلفتا       | ۹۵     |
| ۱۹۷۴             | مرسدس ۴۵۰اس ئی        | ۱۱۵    | فیات ایکس۱/۹            | ۹۹     | هوندا سیویک            | ۹۰     |
| ۱۹۷۵             | سیتروئن سی‌ایکس        | ۲۲۹    | فولکس‌واگن گلف ام‌کا۱     | ۱۶۴    | آئودی ۵۰               | ۱۳۶    |
| ۱۹۷۶             | سیمکا ۱۳۰۷            | ۱۹۲    | ب ام و سری ۳            | ۱۴۴    | رنو ۳۰ تی اس           | ۱۰۷    |
| ۱۹۷۷             | روور ۳۵۰۰             | ۱۵۷    | آئودی ۱۰۰               | ۱۳۸    | فورد فیستا             | ۱۳۵    |
| ۱۹۷۸             | پورشه ۹۲۸             | ۲۶۱    | ب‌ام‌و ۷ سری              | ۲۳۱    | فورد گرانادا           | ۲۰۳    |
| ۱۹۷۹             | سیمکا-کرایسلر هوریزون | ۲۵۱    | فیات ریتمو              | ۲۳۹    | آئودی ۸۰               | ۱۸۱    |
| ۱۹۸۰             | لانچیا دلتا           | ۳۶۹    | اوپل کادت               | ۳۰۱    | پژو ۵۰۵                | ۱۹۹    |
| ۱۹۸۱             | فورد اسکورت ام کا ۳   | ۳۲۶    | فیات پاندا              | ۳۰۸    | آستین مترو             | ۲۵۵    |
| ۱۹۸۲             | رنو ۹                 | ۳۳۵    | اوپل آسکونا             | ۳۰۴    | فولکس‌واگن پلو ام کا ۲  | ۲۵۲    |
| ۱۹۸۳             | آئودی ۱۰۰             | ۴۱۰    | فورد سیرا               | ۳۸۶    | ولوو ۷۶۰               | ۱۵۷    |
| ۱۹۸۴             | فیات اونو             | ۳۴۶    | پژو ۲۰۵                 | ۳۲۵    | فولکس‌واگن گلف ام‌کا۲    | ۱۵۶    |
| ۱۹۸۵             | اوپل کادت             | ۳۲۶    | رنو ۲۵                  | ۲۶۱    | لانچیا تما             | ۱۹۱    |
| ۱۹۸۶             | فورد اسکورپیو         | ۳۳۷    | آتوبیانکی وای۱۰         | ۲۹۱    | مرسدس بنز ۲۰۰–۳۰۰ئی    | ۲۷۳    |
| ۱۹۸۷             | اوپل امگا             | ۲۷۵    | آئودی ۸۰                | ۲۳۸    | ب‌ام‌و سری ۷             | ۱۷۵    |
| ۱۹۸۸             | پژو ۴۰۵               | ۴۶۴    | سیتروئن ای‌اکس           | ۲۵۲    | هوندا پرلود            | ۲۳۴    |
| ۱۹۸۹             | فیات تیپو             | ۳۵۶    | اوپل وکترا              | ۲۶۱    | فولکس‌واگن پاسات (بی۳)  | ۱۹۴    |
| ۱۹۹۰             | سیتروئن ایکس‌ام        | ۳۹۰    | مرسدس-بنز کلاس-اس‌ال     | ۲۱۵    | فورد فیستا             | ۲۱۴    |
| ۱۹۹۱             | رنو کلیو              | ۳۱۲    | نیسان پریمرا            | ۲۵۸    | اوپل کالیبره           | ۱۸۳    |
| ۱۹۹۲             | فولکس‌واگن گلف ام‌کا۳   | ۲۷۶    | اوپل آسترا              | ۲۳۱    | سیتروئن زدایکس         | ۲۱۳    |
| ۱۹۹۳             | نیسان مارس            | ۳۳۸    | فیات چینکوئه‌چنتو        | ۳۰۴    | رنو سفقان              | ۲۴۴    |
| ۱۹۹۴             | فورد موندئو           | ۲۹۰    | سیتروئن زانتیا          | ۲۶۴    | مرسدس بنز سی           | ۱۹۲    |
| ۱۹۹۵             | فیات پونتو            | ۳۷۰    | فولکس واگن پلو ام کا ۳  | ۲۹۲    | اوپل امگا              | ۲۷۲    |
| ۱۹۹۶             | فیات براوو/براوا      | ۳۷۸    | پژو ۴۰۶                 | ۳۶۳    | آئودی ای۴              | ۲۴۶    |
| ۱۹۹۷             | رنو سینیک             | ۴۰۵    | فورد کا                 | ۲۹۳    | فولکس واگن پاسات (بی۵) | ۲۴۸    |
| ۱۹۹۸             | آلفا رومئو ۱۵۶        | ۴۵۴    | فولکس‌واگن گلف ام‌کا۴     | ۲۶۶    | آئودی ای۶              | ۲۶۵    |
| ۱۹۹۹             | فورد فوکوس            | ۴۴۴    | اوپل آسترا              | ۲۶۹    | پژو ۲۰۶                | ۲۴۸    |
| ۲۰۰۰             | تویوتا یاریس ورسو     | ۳۴۴    | فیات مولتیپلا           | ۳۲۵    | اوپل زفیرا             | ۲۶۵    |
| ۲۰۰۱             | آلفا رومئو ۱۴۷        | ۲۳۸    | فورد موندئو             | ۲۳۷    | تویوتا پریوس           | ۲۲۹    |
| ۲۰۰۲             | پژو ۳۰۷               | ۲۸۶    | رنو لاگونا              | ۲۴۴    | فیات استیلو            | ۲۴۳    |
| ۲۰۰۳             | رنو مگان              | ۳۲۲    | مزدا۶                   | ۳۰۲    | سیتروئن سی۳            | ۲۱۴    |
| ۲۰۰۴             | فیات پاندا            | ۲۸۱    | مزدا ۳                  | ۲۴۱    | فولکس‌واگن گلف ام‌کا۵    | ۲۴۱    |
| ۲۰۰۵             | تویوتا پریوس          | ۴۰۶    | سیتروئن سی۴             | ۲۶۷    | فورد فوکوس             | ۲۲۸    |
| ۲۰۰۶             | رنو کلیو              | ۲۵۶    | فولکس واگن پاسات (بی۶)  | ۲۵۱    | آلفا رومئو ۱۵۹         | ۲۱۲    |
| ۲۰۰۷             | فورد اس-مکس           | ۲۳۵    | اوپل کورسا              | ۲۳۳    | سیتروئن سی۴ پیکاسو     | ۲۲۲    |
| ۲۰۰۸             | فیات ۵۰۰              | ۳۸۵    | مزدا۲                   | ۳۲۵    | فورد موندئو            | ۲۰۲    |
| ۲۰۰۹             | اوپل اینسیگنیا        | ۳۲۱    | فورد فیستا              | ۳۲۰    | فولکس‌واگن گلف ام‌کا۶    | ۲۲۳    |
| ۲۰۱۰             | فولکس‌واگن پولو ام‌کا۵  | ۳۴۷    | تویوتا آی‌کیو            | ۳۳۷    | اوپل آسترا             | ۲۲۱    |
| ۲۰۱۱             | نیسان لیف             | ۲۵۷    | آلفا رومئو جولیتا       | ۲۴۸    | اوپل ماریوا            | ۲۴۴    |
| ۲۰۱۲             | اوپل آمپرا            | ۳۳۰    | فولکس‌واگن آپ!           | ۲۸۱    | فورد فوکوس             | ۲۵۶    |
| ۲۰۱۳             | فولکس واگن گلف ام کا۷ | ۴۱۴    | تویوتا ۸۶/سوبارو بی‌آرزد | ۲۰۲    | ولوو وی۴۰              | ۱۸۹    |
| ۲۰۱۴             | پژو ۳۰۸               | ۳۰۷    | ب‌ام‌و آی۳                | ۲۲۳    | تسلا مدل اس            | ۲۱۶    |
| ۲۰۱۵             | فولکس‌واگن پاسات (بی۸) | ۳۴۰    | سیتروئن سی۴ کاکتوس      | ۲۴۸    | مرسدس-بنز کلاس-سی      | ۲۲۱    |
| ۲۰۱۶             | اوپل آسترا            | ۳۱۲    | ولوو ایکس‌سی۹۰           | ۲۹۴    | مزدا ام‌ایکس-۵          | ۲۰۲    |
| ۲۰۱۷             | پژو ۳۰۰۸              | ۳۱۹    | آلفا رومئو جولیا        | ۲۹۶    | مرسدس-بنز کلاس-ئی      | ۱۹۷    |
| ۲۰۱۸             | ولوو اکس‌سی۴۰          | ۳۲۵    | سیات ایبیزا             | ۲۴۲    | بی‌ام‌و سری ۵ (جی۳۰)     | ۲۲۶    |
| ۲۰۱۹             | جگوار آی-پیس          | ۲۵۰    | آلپاین ای۱۱۰            | ۲۵۰    | کیا سید                | ۲۴۷    |
| ۲۰۲۰             | پژو ۲۰۸               | ۲۸۱    | تسلا مدل ۳              | ۲۴۲    | پورشه تایکان           | ۲۲۲    |
| ۲۰۲۱             | تویوتا یاریس          | ۲۶۶    | فیات ۵۰۰                | ۲۴۰    | کوپرا فورمنتور         | ۲۳۹    |
| ۲۰۲۲             | کیا ئی‌وی۶             | ۲۷۹    | رنو مگان ئی-تک          | ۲۶۵    | هیوندای آیونیک ۵       | ۲۶۱    |

| خودروسازان با بیشترین تعداد برد |           |             | |
| خودروساز                        | کشور      | تعداد بردها | خودروهای برنده |
| فیات                            | ایتالیا   | ۹           | ۱۲۴ (۱۹۶۷); ۱۲۸ (۱۹۷۰); ۱۲۷ (۱۹۷۲); اونو (۱۹۸۴); تیپو (۱۹۸۹); پونتو (۱۹۹۵); براوو/براوا (۱۹۹۶); فیات پاندا (۲۰۰۴); ۵۰۰ (۲۰۰۸) |
| پژو                             | فرانسه    | ۶           | ۵۰۴ (۱۹۶۹); ۴۰۵ (۱۹۸۸); ۳۰۷ (۲۰۰۲); ۳۰۸ (۲۰۱۴); ۳۰۰۸ (۲۰۱۷); ۲۰۸ (۲۰۲۰)                                                       |
| رنو                             | فرانسه    | ۶           | ۱۶ (۱۹۶۶); ۹ (۱۹۸۲); کلیو (۱۹۹۱); سینیک (۱۹۹۷); مگان (۲۰۰۳); کلیو (۲۰۰۶)                                                      |
| فورد                            | آلمان     | ۵           | اسکورت (۱۹۸۱); اسکورپیو (۱۹۸۶); موندئو (۱۹۹۴); فوکوس (۱۹۹۹); اس-مکس (۲۰۰۷)                                                    |
| اوپل                            | آلمان     | ۵           | کادت (۱۹۸۵); امگا (۱۹۸۷); اینسیگنیا (۲۰۰۹); آمپرا (۲۰۱۲); آسترا (۲۰۱۶)                                                        |
| فولکس‌واگن                       | آلمان     | ۴           | گلف (۱۹۹۲); پولو (۲۰۱۰); گلف (۲۰۱۳); پاسات (۲۰۱۵)                                                                             |
| تویوتا                          | ژاپن      | ۳           | یاریس ورسو (۲۰۰۰); پریوس (۲۰۰۵); یاریس (۲۰۲۱)                                                                                 |
| سیتروئن                         | فرانسه    | ۳           | جی‌اس (۱۹۷۱); سی‌ایکس (۱۹۷۵); ایکس‌ام (۱۹۹۰)                                                                                     |
| آلفا رومئو                      | ایتالیا   | ۲           | ۱۵۶ (۱۹۹۸); ۱۴۷ (۲۰۰۱) |
| آئودی                           | آلمان     | ۲           | ۸۰ (۱۹۷۳); ۱۰۰ (۱۹۸۳) |
| سیمکا                           | فرانسه    | ۲           | ۱۳۰۷ (۱۹۷۶); هوریزون (۱۹۷۹)                                                                                                   |
| نیسان                           | ژاپن      | ۲           | مارس (۱۹۹۳); لیف (۲۰۱۱) |
| روور                            | بریتانیا  | ۲           | ۲۰۰۰ (۱۹۶۴) ۳۵۰۰ (۱۹۷۷) |
| آستین                           | بریتانیا  | ۱           | ۱۸۰۰ (۱۹۶۵) |
| لانچیا                          | ایتالیا   | ۱           | دلتا (۱۹۸۰) |
| مرسدس بنز                       | آلمان     | ۱           | کلاس-اس (۱۹۷۴) |
| ان‌اس‌یو                          | آلمان     | ۱           | رو ۸۰ (۱۹۶۸) |
| پورشه                           | آلمان     | ۱           | ۹۲۸ (۱۹۷۸) |
| ولوو                            | سوئد      | ۱           | اکس‌سی۴۰ (۲۰۱۸) |
| جگوار کارز                      | بریتانیا  | ۱           | آی-پیس (۲۰۱۹) |
| کیا                             | کره جنوبی | ۱           | کیا ئی‌وی۶ (۲۰۲۲) |

## پیوند
- وبگاه رسمی